# Залесское (Черкасская область)
Зале́сское (укр. Заліське) — село, центр сельского совета. Расположено в 18 км к северу от районного центра и железнодорожной станции Тальное, на р. Макшиболото (приток р. Горный Тикич).

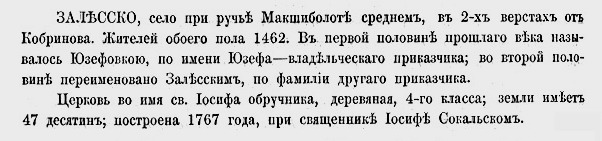
Из «Сказанія о населенныхъ мѣстностях Кіевской губерніи» Лаврентия Похилевича

## История
В древности территория с. Залесское была заселена скифами-скотоводами, трипольцами, про что свидетельствует численность находок. На территории полей размещено 54 скифских кургана. При перераспределении земель в 1926 г. несколько больших курганов перешло к полям с. Рижановка Звенигородского района. В одном из них с 1996 по 1998 год проводились раскопки, где было найдено много золотых и серебряных украшений. Вблизи села были найдены остатки одного поселения трипольской и двух черняховской культуры.
По рассказам современников село было основано во второй половине XV века. Первое письменное упоминание о селе датируется 1760 г., когда село было под властью графа Потоцкого. По данным Уманского краеведческого музея, до второй половины 18 в. село называлось Юзефовка, от имени панского эконома Юзефа Владенчевского.
Во второй половине XVIII века село было переименовано в Залесское.
В 1767 г. была построена деревянная церковь, при священнике Иосифе Сокальском дьяк был Залесский.
Есть сведения, что в 1768 г. жители села принимали участие в народном восстании под предводительством Зализняка в эпоху Колиивщины.
В 1848 г. в селе были волнения, которые подавило военное командование. Другие волнения, которые тоже были подавлены, произошли в 1862 г., когда селяне отказывались выполнять повинности.
В 1864 г. в селе проживало 1462 человека. В 1894 г. село покинуло 637 жителей, другие умерли с голоду в 1893—1894 гг.
В начале 20 в. село имело 2725 десятин земли, из них 940 панской, 48 церковной, а 1737 принадлежало сельским семьям.
В селе действовал сельский банк, который возглавлял Лагодзя Иван Кирилович. На 1 января 1900 г. банк имел в кассе 141 крб. 64 коп, в займе — 4569 крб. Был запасной продовольственный капитал в размере 4147 крб. 10 коп., мирской капитал — 147 крб.
В 1903 г. старая церковь была продана в с. Антоновка. Строительство новой церкви на 1000 душ высотой 30 м с двумя банями продолжалось 2 года. Священником был Павловский Пётр Иванович.
В селе был пожарный обоз, куда входили пара коней, 2 бочки, ведра, лопаты.
В 1912 г. в селе проживало 2616 жителей, из них 2591 украинцев, 11 поляк, 14 евреев. Действовало 2 церковно-приходские школы, одна для мальчиков, другая — для девочек.
В начале столетия в селе было построено 14 мельниц, 3 водяных мельницы, пивоварня. В 1913 г. паном Козачинским была выстроена паровая мельница.
Во время Первой мировой войны было мобилизовано 180 сельчан, из них 50 погибло, многие попали в плен. Некоторые вернулись с наградами, в частности полный кавалер Георгиевского Креста Крук Пётр Сергеевич.
До революции с. Залесское принадлежало Звенигородскому уезду Гусаковской волости, а потом Кобринской волости.
В 1926 г. в селе было 673 двора, численность жителей стала 2624 человека.
В 1930 г. состоялось собрание жителей села, где решили создать колхоз. Для вступления в него в селе были собраны заявления. На конец февраля коллективизация была завершена. Было создано 4 колхоза, посев затянулся почти до жатвы.
В начале 1932 г. в селе уже проживало 3300 человек. Во время голодомора в селе умерло 1100 человек.
До Великой Отечественной войны отстроили стадион и посадили парк. В комплекс стадиона входили футбольное поле, волейбольная площадка, площадка для ручного мяча, тир и площадка для прыжков с парашютом.
В годы фашистской оккупации в Германию было вывезено 240 юношей и девушек, 25 из них погибло на каторжных работах.
Около 600 сельчан приняло участие в Великой Отечественной войне, 240 погибло в борьбе с врагом, 280 награждено орденами и медалями.
Великая Отечественная война причинила ущерб колхозам почти на 16 млн крб. (по ценам 1944 г.)
В 1949 г. на территории села было 2 колхоза. В 1950 г. они объединились в один, который назывался им. Сталина, спустя некоторое время — «Дружба», а в 1961 г. — «Заветы Ленина» («Заповіт Леніна»).
В центре села в 1956 г. установлен памятник 74 войнам, которые погибли смертью храбрых, освобождая с. Залесское.
В 1964 г. построена школа. В 1968 г. за счёт колхоза построена больница на 35 коек, а через некоторое время — детский сад на 80 мест, баня, аптека.
Ныне на территории села расположена усадьба ТОВ «Залесское», основное направление хозяйства — выращивание зерновых и технических культур, развитие мясо-молочного производства.
На территории села расположена и функционирует общеобразовательная школа, детский сад, клуб, библиотека, медицинская амбулатория, отделения связи, филиал «Ощадбанка», магазин «РайСТ» и 6 торговых точек частных предпринимателей. Земли сельского совета обрабатываются сельскохозяйственным предприятием ТОВ «Залесское» и СФГ «Хуторок».

## Известные уроженцы и жители
- Ризнык Святослав Николаевич — Доктор физико-математических наук;
- Брайченко Алексей Дмитриевич — Кандидат исторических наук;
- Стежковый Василий Карпович — Кандидат медицинских наук;
- Костецька Тамара Степановна — поэтесса;
- Хоменко Владимир Михайлович — журналист, автор книги «Звенигородщина»;
- Лагодзя Василий Елисеевич — учитель со стажем.

Уроженцами села также являются около 50 офицеров, из них 5 — полковники армии, 2 — полковники милиции.